# Liste des comtesses et duchesses de Gloucester
Cet article présente la liste des comtesses puis duchesses de Gloucester. La duchesse actuelle est Birgitte van Deurs, l'épouse du prince Richard, qui a hérité du duché le 10 juin 1974 à la mort de son père, le prince Henry, troisième fils du roi George V du Royaume-Uni.

## Rollonides (1121-1217)
| Nom (dates)                                    | Époux | Titres | Éléments biographiques |
| ---------------------------------------------- | --- | --- | --- |
| Mabel de Gloucester (1100 - 29 septembre 1157) | - Robert de Gloucester (mariage en juin 1119)                                                                                                   | - Comtesse de Gloucester (1121 - 31 octobre 1147) | - Princesse de la famille FitzHamon. Fille de Robert FitzHamon et de Sibylle de Montgommery. - Mère de Guillaume FitzRobert et de Maude de Gloucester.                            |
| Hawise de Beaumont (? - 24 avril 1197)         | - Guillaume FitzRobert (mariage en 1150) | - Comtesse de Gloucester (1150 - 23 novembre 1183) | - Princesse de la Famille de Beaumont. Fille de Robert II de Beaumont et d'Amicie de Montfort. - Mère de Mabel de Gloucester, d'Amicie de Gloucester et d'Isabelle de Gloucester. |
| Isabelle de Gloucester (? - 14 octobre 1217)   | - Jean sans Terre (mariage le 29 août 1189) - Geoffrey de Mandeville (mariage le 20 janvier 1214) - Hubert de Bourg (mariage en septembre 1217) | - Comtesse de Gloucester (de plein droit, 1189-1199, 1213-1214) - Comtesse de Cornouailles (29 août 1189 - 1199) - Comtesse d'Essex (20 janvier 1214 - 23 février 1216) | - Princesse rollonide. Fille de Guillaume FitzRobert et de Hawise de Beaumont. |

## Famille de Clare (1217-1314)
Après la mort d'Isabelle de Gloucester, c'est son neveu Gilbert de Clare, fils d'Amicie de Gloucester, qui hérite du comté.
| Portrait | Nom (dates)                                             | Époux                                                                                              | Titres | Éléments biographiques |
| -------- | ------------------------------------------------------- | -------------------------------------------------------------------------------------------------- | --- | --- |
|          | Isabelle le Maréchal (9 octobre 1200 - 17 janvier 1240) | - Gilbert de Clare (mariage le 9 octobre 1217) - Richard de Cornouailles (mariage le 30 mars 1231) | - Comtesse de Hertford et de Gloucester (8 novembre 1217 - 25 octobre 1230) - Comtesse de Cornouailles (30 mars 1231 - 17 janvier 1240) | - Princesse de la Famille le Maréchal. Fille de Guillaume le Maréchal et d'Isabelle de Clare. - Mère de Richard de Clare, d'Isabelle de Clare et d'Henri d'Almayne. |
|          | Marguerite de Bourg (1222-1237)                         | - Richard de Clare (mariage en 1232)                                                               | - Comtesse de Hertford et de Gloucester (1232-1237)                                                                                     | - Princesse de la famille de Bourg. Fille du comte Hubert de Bourg et de Marguerite d'Écosse. |
|          | Mahaut de Lacy (25 janvier 1223 - 10 mars 1289)         | - Richard de Clare (mariage le 25 janvier 1238)                                                    | - Comtesse de Hertford et de Gloucester (25 janvier 1238 - 14 juillet 1262)                                                             | - Princesse de la Famille de Lacy. Fille de John de Lacy et de Marguerite de Quincy. - Mère de Gilbert de Clare, de Thomas de Clare et de Marguerite de Clare. |
|          | Alix de Lusignan (octobre 1236 - mai 1290)              | - Gilbert de Clare (mariage en 1253)                                                               | - Comtesse de Hertford et de Gloucester (14 juillet 1262 - 16 mai 1285)                                                                 | - Princesse de la Maison de Lusignan. Fille de Hugues XI de Lusignan et de Yolande de Bretagne. - Mère d'Isabelle de Clare et de Jeanne de Clare. |
|          | Jeanne d'Angleterre (avril 1272 - 23 avril 1307)        | - Gilbert de Clare (mariage le 30 avril 1290) - Raoul de Monthermer (mariage en 1297)              | - Comtesse de Hertford et de Gloucester (30 avril 1290 - 23 avril 1307) - Comtesse d'Atholl (12 octobre 1306 - 23 avril 1307)           | - Princesse de la Maison Plantagenêt. Fille d'Édouard Ier d'Angleterre et d'Éléonore de Castille. - Mère de Gilbert de Clare, d'Éléonore de Clare, de Marguerite de Clare, d'Élisabeth de Clare, de Marie de Monthermer, de Thomas de Monthermer et d'Édouard de Monthermer. |
|          | Maud de Bourg (1290 - 2 juillet 1320)                   | - Gilbert de Clare (mariage le 29 septembre 1308)                                                  | - Comtesse de Hertford et de Gloucester (29 septembre 1308 - 24 juin 1314)                                                              | - Princesse de la famille de Bourg. Fille du comte Richard de Bourg et de Marguerite de Bourg. |

## Famille Audley (1337-1347)
Après la mort de Gilbert de Clare, ses possessions sont divisées entre ses trois jeunes sœurs, et le comté revient au favori royal Hugh Audley, second époux de Marguerite de Clare.
| Nom (dates)                                          | Époux                                                                                   | Titres | Éléments biographiques |
| ---------------------------------------------------- | --------------------------------------------------------------------------------------- | --- | --- |
| Marguerite de Clare (12 octobre 1293 - 9 avril 1342) | - Pierre Gaveston (mariage le 2 novembre 1307) - Hugh Audley (mariage le 28 avril 1317) | - Comtesse de Cornouailles (2 novembre 1307 - 19 juin 1312) - Dame de Tonbridge (de plein droit, 15 novembre 1317 - 8 avril 1342) - Baronne Audley (20 novembre 1317 - 9 avril 1342) - Comtesse de Gloucester (16 mars 1337 - 9 avril 1342) | - Princesse de la Famille de Clare. Fille de Gilbert de Clare et de Jeanne d'Angleterre. - Mère de Jeanne Gaveston et de Marguerite Audley. |

## Maison Plantagenêt (1385-1397)
| Nom (dates)                               | Époux                                   | Titres | Éléments biographiques |
| ----------------------------------------- | --------------------------------------- | --- | --- |
| Éléonore de Bohun (1366 - 3 octobre 1399) | - Thomas de Woodstock (mariage en 1376) | - Comtesse d'Essex (10 juin 1376 - 8 septembre 1397) - Comtesse de Buckingham (15 juillet 1377 - 8 septembre 1397) - Duchesse de Gloucester (6 août 1385 - 8 septembre 1397) | - Princesse de la Famille de Bohun. Fille d'Humphrey de Bohun et de Jeanne FitzAlan. - Mère d'Humphrey de Buckingham et d'Anne de Gloucester. |

## Famille le Despenser (1397-1399)
En 1397, Thomas le Despenser, descendant d'Éléonore de Clare, obtient l'héritage du comté de Gloucester. Il est exécuté après sa participation au Soulèvement de l'Épiphanie et le titre retourne à la couronne.
| Nom (dates)                                | Époux                                   | Titres | Éléments biographiques                                                                                                |
| ------------------------------------------ | --------------------------------------- | --- | --- |
| Constance d'York (1375 - 28 novembre 1416) | - Thomas le Despenser (mariage en 1379) | - Baronne le Despenser et dame de Glamorgan (1379-1400) - Comtesse de Gloucester (29 septembre 1397 - 3 novembre 1399) | - Princesse de la Maison d'York. Fille d'Edmond de Langley et d'Isabelle de Castille. - Mère d'Isabelle le Despenser. |

## Maison de Lancastre (1414-1447)
| Portrait | Nom (dates)                                              | Époux | Titres | Eléments biographiques                                                                                   |
| -------- | -------------------------------------------------------- | --- | --- | --- |
|          | Jacqueline de Bavière (15 juillet 1401 - 8 octobre 1436) | - Jean de France (mariage le 18 novembre 1415) - Jean IV de Brabant (mariage le 10 mars 1418) - Humphrey de Lancastre (mariage en 1423) - Frank van Borselen (mariage en juillet 1432) | - Dauphine de Viennois et duchesse de Touraine (18 novembre 1415 - 4 avril 1417) - Duchesse de Berry et comtesse de Poitiers (15 juin 1416 - 4 avril 1417) - Comtesse de Hainaut, de Hollande et de Zélande (de plein droit, 31 mai 1417 - 12 avril 1433) - Duchesse de Brabant et de Limbourg (10 mars 1418 - 12 mai 1422) - Duchesse de Gloucester et comtesse de Pembroke (1423 - 9 janvier 1428) | - Princesse de la Maison de Wittelsbach. Fille de Guillaume IV de Hainaut et de Marguerite de Bourgogne. |
|          | Éléonore Cobham (1400 - 7 juillet 1452)                  | - Humphrey de Lancastre (mariage en 1428) | - Fille d'honneur de Jacqueline de Hainaut (1423-1428) - Duchesse de Gloucester et comtesse de Pembroke (1428 - 6 novembre 1441) | - Fille de Reginald Cobham et d'Éléonore Culpeper.                                                       |

## Maison d'York (1461-1483)
| Portrait | Nom (dates)                                | Époux | Titres | Eléments biographiques                                                                                             | Armoiries |
| -------- | ------------------------------------------ | --- | --- | --- | --------- |
|          | Anne Neville (11 juin 1456 - 16 mars 1485) | - Édouard de Westminster (mariage le 13 décembre 1470) - Richard III d'Angleterre (mariage le 12 juillet 1472) | - Princesse de Galles et comtesse de Chester, duchesse de Cornouailles (13 décembre 1470 - 4 mai 1471) - Duchesse de Gloucester (12 juillet 1472 - 26 juin 1483) - Reine d'Angleterre (26 juin 1483 - 16 mars 1485) | - Princesse de la Famille Neville. Fille de Richard Neville et d'Anne de Beauchamp. - Mère d'Édouard de Middleham. |           |

## Maison de Hanovre (1764-1834)
| Portrait | Nom (dates)                                      | Époux | Titres | Éléments biographiques | Armoiries |
| -------- | ------------------------------------------------ | --- | --- | --- | --------- |
|          | Maria Walpole (10 juillet 1736 - 22 août 1837)   | - James Waldegrave (mariage le 15 mai 1759) - William Henry de Grande-Bretagne (mariage le 6 septembre 1766) | - Comtesse Waldegrave (15 mai 1759 - 28 avril 1763) - Duchesse de Gloucester et d'Édimbourg (6 septembre 1766 - 25 août 1805) | - Membre de la famille Walpole. Fille d'Edward Walpole et de Dorothy Clement. - Mère d'Élisabeth Waldegrave, de Sophie de Gloucester et de William Frederick de Gloucester. |           |
|          | Marie de Hanovre (25 avril 1776 - 30 avril 1857) | - William Frederick de Gloucester (mariage le 22 juillet 1816)                                               | - Duchesse de Gloucester et d'Édimbourg (22 juillet 1816 - 30 novembre 1834)                                                  | - Princesse de la Maison de Hanovre. Fille de George III du Royaume-Uni et de Charlotte de Mecklembourg-Strelitz.                                                           |           |

## Maison Windsor (depuis 1928)
| Portrait | Nom (dates)                                                      | Époux                                               | Titres                                                    | Éléments biographiques | Armoiries |
| -------- | ---------------------------------------------------------------- | --------------------------------------------------- | --------------------------------------------------------- | --- | --------- |
|          | Alice Montagu-Douglas-Scott (25 décembre 1901 - 29 octobre 2004) | - Henry de Gloucester (mariage le 6 novembre 1935)  | - Duchesse de Gloucester (6 novembre 1935 - 10 juin 1974) | - Princesse de la famille Montagu-Douglas-Scott. Fille de John Montagu-Douglas-Scott et de Margaret Bridgeman. - Mère de William de Gloucester et de Richard de Gloucester. |           |
|          | Birgitte van Deurs (20 juin 1946)                                | - Richard de Gloucester (mariage le 8 juillet 1972) | - Duchesse de Gloucester (10 juin 1974-)                  | - Fille d'Asger Henriksen et de Vivian van Deurs. - Mère d'Alexander Windsor, de Davina Windsor et de Rose Windsor.                                                         |           |

Le fils de Richard et Birgitte, Alexander Windsor, a épousé Claire Booth en 2002, et ils ont un fils, Xan, né en 2007. Ils sont actuellement connus sous les titres de courtoisie de comte et comtesse d'Ulster. Comme Alexander est un descendant de troisième génération de la couronne, il n'est pas prince. À son accession, Claire sera donc Sa Grâce, la duchesse de Gloucester.